# ناثانيال وود
ناثانيال وود (بالإنجليزية: Nathaniel Wood؛ مواليد 5 أغسطس 1993) هو مُقاتل فنون قتالية مختلطة إنجليزي.

## وصلات خارجية
- ناثانيال وود على موقع يو إف سي (الإنجليزية)
- ناثانيال وود على موقع شيردوغ (الإنجليزية)
- ناثانيال وود على موقع Tapology.com (الإنجليزية)